# رانسوایلر
رانسوایلر (به آلمانی: Ransweiler) یک شهر در آلمان است که در دنرسبرگکرایس واقع شده‌است. رانسوایلر ۳۰۳ نفر جمعیت دارد.